# Wilhelm Freiherr von Ketteler

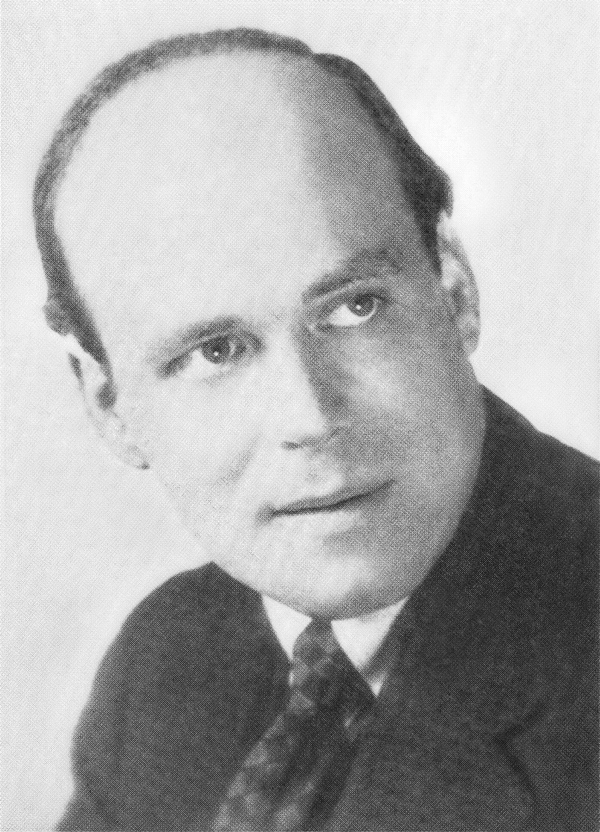
Wilhelm von Ketteler (Anfang 1934)

Wilhelm-Emanuel Wilderich Maria Hubertus Vitus Aloysius Freiherr von Ketteler (* 15. Juni 1906 im Schloss Eringerfeld; † März 1938 in Wien) war ein deutscher Diplomat. Als enger Mitarbeiter von Hitlers Vizekanzler und Botschafter in Wien, Franz von Papen, und jungkonservativer Gegner des Nationalsozialismus im „Edgar-Jung-Kreis“ plante er bereits 1938 die Erschießung Hitlers beim Einmarsch in Wien. Daraufhin wurde er ermordet.

## Leben

### Jugend und Studium (1906 bis 1932)
Ketteler war ein Spross der westfälischen Adelsfamilie Ketteler. Er wurde als drittes von neun Kindern von Clemens Goswin Freiherrn von Ketteler (* 17. September 1870 in Schwarzenraben; † 7. Januar 1945 in Störmede) und seiner Ehefrau Maria Elisabeth Freiin von Fürstenberg (* 7. September 1875 in Schloss Körtlinghausen; † 21. Mai 1963 in Störmede) auf dem Schloss Eringerfeld geboren. Zu seinen weiteren Verwandten zählte der Diplomat Klemens von Ketteler, der im Juni 1900 in Peking ermordet wurde, die Bischöfe Wilhelm Emmanuel von Ketteler und Clemens August Graf von Galen sowie der Offizier Philipp Freiherr von Boeselager.
Ketteler besuchte das Gymnasium Marianum Warburg. Während seines Studiums in München wurde er aktives Mitglied der katholischen Studentenverbindung Rheno-Bavaria im KV.
In der Weimarer Republik gehörte Ketteler zur „Gruppe“ der sogenannten „Jungkonservativen“. Dieser etwas ungenaue Begriff subsumiert eine diffuse Menge rechtsstehender, häufig in keiner Beziehung zueinander stehender, jüngerer Intellektueller, die eine mehr oder weniger umfassende Restauration des „alten“ Deutschen Reiches anstrebten. Gemeinsam waren den Jungkonservativen die Ablehnung von Demokratie, Liberalismus und Parlamentarismus in der Weimarer Form sowie ein eher „elitäres“ Selbstverständnis. Insbesondere in letzterer Hinsicht grenzten sie sich in krasser Form von dem, als „plebejisch“ empfundenen, populistischen Massenkult der Nationalsozialisten ab.
Ketteler, der seinem Freund Fritz Günther von Tschirschky zufolge ein „ungewöhnlich starkes Interesse für die Politik“ besaß und ein „gläubiger Katholik ohne konfessionelle Engstirnigkeit“ war, stand bereits in den 1920er Jahren in freundschaftlicher Verbindung zu der westfälischen Gutsbesitzerfamilie von Papen. Während der Kanzlerschaft von Franz von Papen, dem Oberhaupt der Familie, vom Juni bis Dezember 1932 kam Ketteler erstmals in engeren Kontakt mit den Schaltstellen der Politik in Berlin.

### Tätigkeit in der Reichsvizekanzlei (1933 bis 1934)
Nach der Bildung des Kabinetts Hitler am 30. Januar 1933, in der sich beinahe alle rechts stehenden politischen Kräfte in Deutschland zu einer Koalitionsregierung mit Adolf Hitler als Reichskanzler zusammentaten, wurde Ketteler als Mitarbeiter in das Büro von Papens berufen, der in dieser Regierung als Vizekanzler amtierte.
Gemeinsam mit anderen jungkonservativen Mitarbeitern Papens wie Herbert von Bose, Edgar Jung, Friedrich Carl von Savigny, Kurt Josten, Walter Hummelsheim und Fritz Günther von Tschirschky arbeitete Ketteler von dieser Stelle aus an einem Umbau des Weimarer Staates im Sinne der jungkonservativen Ideen. Die als „Röhm-Putsch“ bekannt gewordene politische Säuberungsaktion der Nationalsozialisten Ende Juni und Anfang Juli 1934, in deren Zuge Jung und Bose ermordet wurden, überlebte Ketteler durch Glück: Gemeinsam mit Josten gelang es ihm, die Räumlichkeiten der Vizekanzlei nach deren Besetzung durch die SS zu verlassen, weil die SS-Leute die beiden irrtümlich für Besucher hielten.
Wenige Stunden nach seiner geglückten Flucht aus der Vizekanzlei reiste Ketteler nach Gut Neudeck in Ostpreußen, dem Landsitz des Reichspräsidenten. Seine Absicht, Hindenburg über die Lage in Berlin zu informieren und ihn in seiner Eigenschaft als Oberkommandierenden der Reichswehr zu einem Eingreifen gegen das in der Hauptstadt ablaufende Mordgeschehen veranlassen zu können, zerschlug sich jedoch, da man ihn nicht in die Nähe des Reichspräsidenten vorließ. Auch der Versuch, mit Hilfe von Hindenburgs Gutsnachbarn Elard von Oldenburg-Januschau zu ihm zu kommen, war vergeblich. Rainer Orth zufolge gelang es ihm dennoch über Umwege, den Reichspräsidenten dazu zu bringen, die Einstellung der Erschießungen anzuordnen, was Hitler befolgte.

### Attaché an der deutschen Gesandtschaft in Wien (1934 bis 1938)

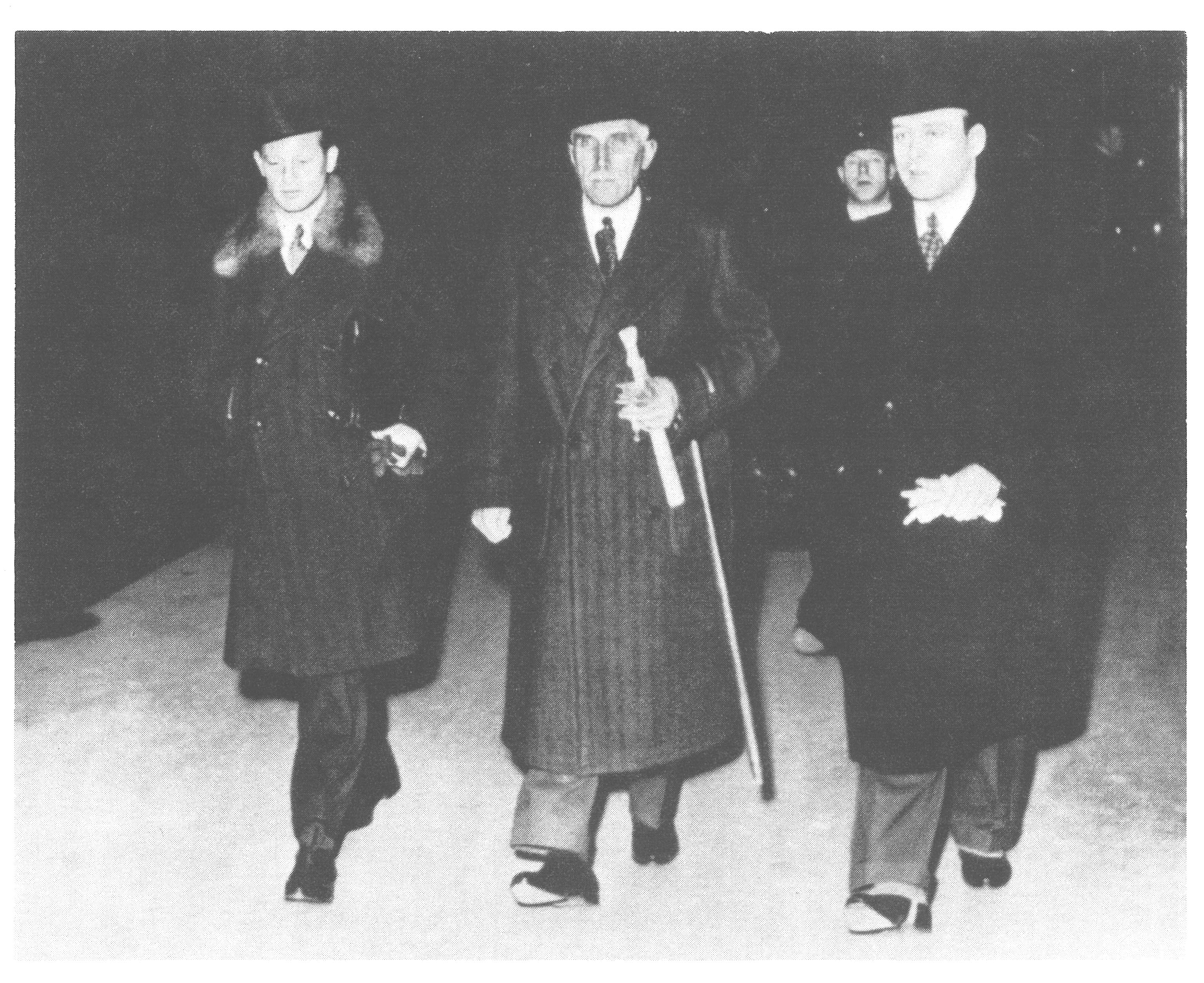
Wilhelm Freiherr von Ketteler (links) am 21. Februar 1938, drei Wochen vor seiner Ermordung. Das Bild zeigt ihn zusammen mit Franz von Papen (Mitte) und Hans Graf von Kageneck (rechts) auf dem Wiener Westbahnhof, auf dem Weg zu einem Treffen mit Hitler in Berchtesgaden.

Im August 1934 ging Ketteler gemeinsam mit von Papen, der inzwischen das Amt des Vizekanzlers verloren hatte und mit Billigung Hitlers zum deutschen Sonderbotschafter in Österreich ernannt worden war, nach Wien. Vom Frühherbst 1934 bis zu seiner Ermordung im Frühling 1938 wirkte Ketteler dort als einer von Papens engsten Mitarbeitern. Über den offiziellen Rang, den er dort bekleidete, herrscht – zumindest terminologisch – eine gewisse Verwirrung: Einige Quellen bezeichnen ihn als „außerordentlichen Attaché“, andere als „persönlichen Sekretär“ oder „persönlichen Assistenten“ Papens. Im Februar verbrachten Ketteler und sein Kollege Hans von Kageneck im Auftrag Papens die Diplomatenakten, die dessen Tätigkeit in Wien dokumentierten, zur Aufbewahrung an einen sicheren Ort in der Schweiz.

### Attentatsplanung gegen Hitler
Nach seiner Rückkehr nach Wien begann Ketteler mit den Vorbereitungen für ein Attentat auf Adolf Hitler. Wie weit diese Vorbereitungen zum Zeitpunkt seines Todes gediehen waren, ist unklar. Allem Anschein nach plante Ketteler jedoch, Hitler bei seinem feierlichen Einzug in Wien von einem Fenster der deutschen Botschaft aus zu erschießen, während der Diktator im offenen Wagen stehend durch die Stadt fuhr.

### Ermordung
Am 13. März 1938, einen Tag nach dem Einmarsch in Österreich am 12. März 1938, verschwand Ketteler spurlos und galt zunächst als vermisst. Papen gab während der Nürnberger Prozesse zu Protokoll, er habe daraufhin sofort die Wiener Polizei verständigt und Reinhard Heydrich gebeten, aufklären zu lassen, „ob Herr von Ketteler nicht etwa versehentlich verhaftet wurde“. Einem Vermerk vom 5. April 1938 ist zudem zu entnehmen, dass Papen auch Hitler kurz „über die Sache“ unterrichtete. Ferner verständigte er Heinrich Himmler, Hermann Göring und den Staatssekretär für das Sicherheitswesen in Österreich, Ernst Kaltenbrunner. Himmler gab am 25. März einen Erlass heraus, in dem es hieß: „Mit sofortiger Wirkung weise ich den Chef der Ordnungspolizei und den Chef der Sicherheitspolizei an, eine besonders sorgfältige und umfassende Fahndung nach dem seit Sonntag, den 13. März vermissten Wilhelm Emmanuel Freiherrn von Ketteler einzuleiten. Ich ersuche, dass die nachgeordneten Dienststellen mit besonderen Nachdruck auf das vorliegende Fahndungsersuchen hingewiesen werden …“
Am 25. April 1938 barg der Oberstrommeister Karl Franz in der Donau bei Hainburg, fünfzig Kilometer stromabwärts von Wien, eine unbekannte männliche Leiche. Die Leiche konnte aufgrund eines goldenen Siegelrings mit Familienwappen und „eines goldenen Rings mit caluschonartig geschliffenem blauen Saphir mit zwei Brillanten, innen graviert: 30. VI. 1934“ binnen kurzer Zeit als der verschwundene Ketteler identifiziert werden. Am 17. Mai 1938 wurde in der Presse bekanntgegeben: „Die Polizei hat nach umfassenden Ermittlungen nunmehr einwandfrei festgestellt, daß es sich bei der vor kurzem in Hainburg von der Donau ans Land gespülten Leiche um die des als vermißt gemeldeten Wilhelm Freiherrn v. Ketteler aus Wien handelt.“
Als Todesursache wurde Ertrinken festgestellt. Da man im Leichnam des Toten Chloroform fand, das derart stark war, dass es aufgrund seiner schnellen Wirkungsweise einen „selbständigen“ Gang in die Donau unmöglich gemacht hätte, schied Suizid als Todesursache aus, so dass man auf „Mord“ erkennen musste. Am wahrscheinlichsten gilt die Variante, dass Ketteler erst betäubt und dann in seiner Badewanne ertränkt wurde. Die Leiche soll demnach dann in der Donau „abgeladen“ worden sein, um den Mord als Suizid zu tarnen. Die Täterschaft wurde von Zeitzeugen und ausländischen Journalisten sofort unbekannten Angehörigen der Gestapo (oder der SS bzw. des SD) zugeschrieben. Diesem Urteil hat sich auch die historische Forschung angeschlossen (siehe unten).
Papen erstattete, nach eigener Aussage, nach dem Fund von Kettelers Leiche Anzeige gegen Unbekannt. Außerdem protestierte er in einem Brief an Hitler – der ebenso wie die Bitte um Hilfe bei der Suche nach den Mördern unbeantwortet blieb – gegen Kettelers Ermordung und setzte eine Belohnung von 20.000 Reichsmark für die Ergreifung der Täter aus. Als Motiv für die Tat sah Papen „Rache der Gestapo gegen mich, meine Politik und meine Freunde“. Ein Hilfegesuch an Göring, das Papen gemacht haben will, habe dieser mit der Zusage beantwortet, sich bei Hitler für eine Bestrafung der Verantwortlichen einzusetzen. Zuvor habe Göring ihm jedoch mitgeteilt, dass die Gestapo Beweise gefunden habe, dass Ketteler einen Anschlag auf Hitlers Leben vorbereitet habe.
Unmittelbar nach der ersten Obduktion am 27. April 1938 wurde Kettelers Leichnam, ohne Benachrichtigung seiner Angehörigen auf dem städtischen Friedhof von Hainburg in der Grabstätte D 17, Nr. 14, beigesetzt. Einige Wochen später ordnete die Wiener Staatsanwaltschaft auf Anregung der Gestapo, die anscheinend befürchtete, dass die voreilige Beisetzung die Gerüchte um den Tod von Kettelers verstärken musste, die Exhumierung des Toten an, „um eine zweifelsfrei Agnoszierung der Leiche und die Feststellung der Todesursache zu ermöglichen“. Die Exhumierung erfolgte schließlich am 25. Mai 1938 in Anwesenheit von Kettelers Bruder Goswin Freiherr von Ketteler und des Wiener Zahnarztes Rudolf Friese. Nach einer erneuten Untersuchung der Leiche durch den Leichenbeschauer Werkgartner wurde der Tote auf den Familienbesitz derer von Ketteler nach Geseke überführt, wo man ihn am 31. Mai 1938 zum zweiten Mal beisetzte.

### Der Mordfall Ketteler

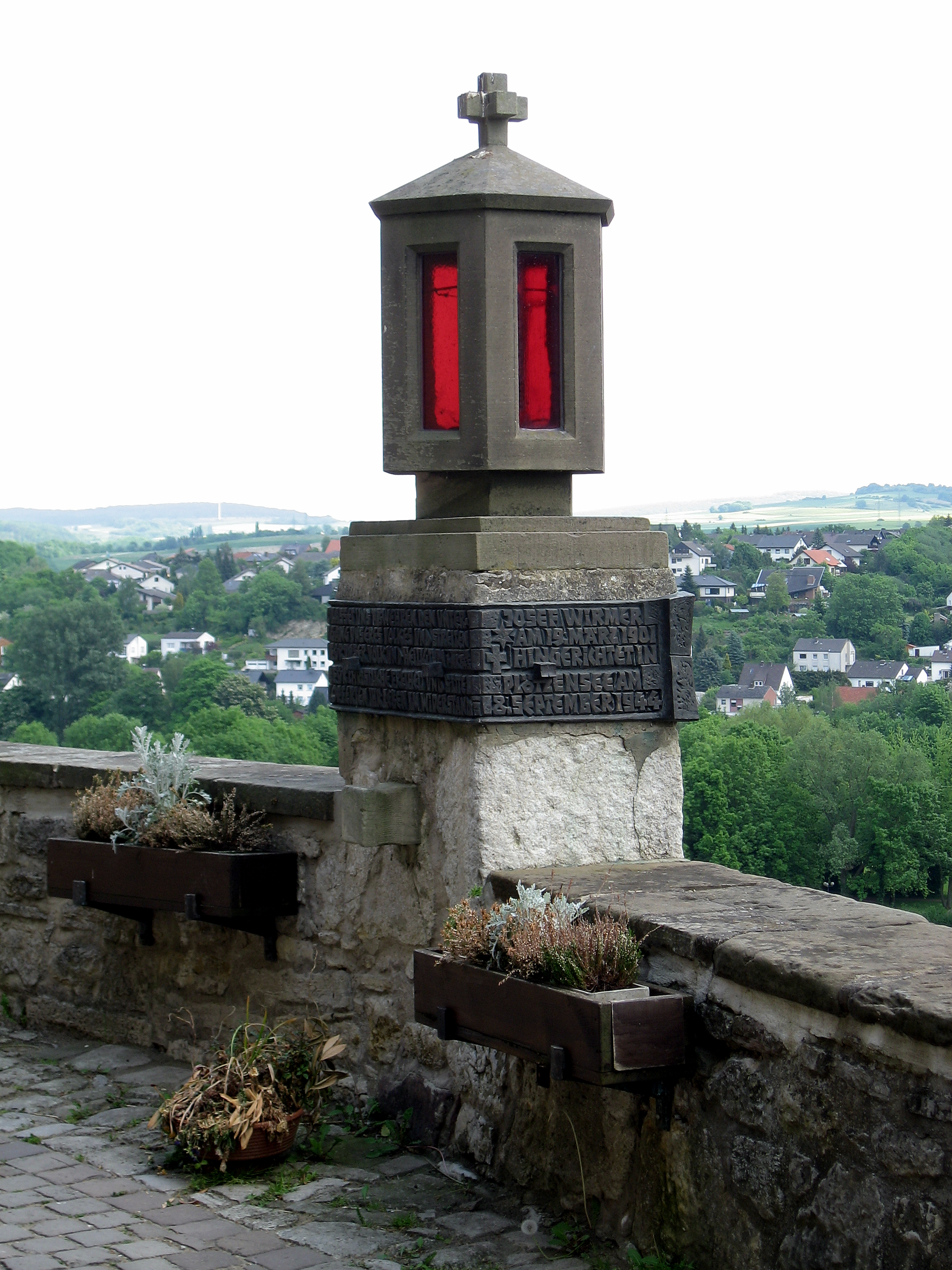
Ehrenmal für Wilhelm Freiherr von Kettler und Josef Wirmer am Gymnasium Marianum in Warburg

Über den Zeitpunkt und die genauen Umstände von Kettelers Tod besteht in der Forschung Uneinigkeit. Übereinstimmung herrscht in der relevanten Literatur lediglich darüber, dass die Täter in den Reihen des SD zu suchen seien.
Das „Handbuch des Österreichers“ von 1949 gab noch an, Ketteler sei bei dem Versuch, mit dem Auto nach Ungarn zu fliehen, aufgegriffen und dann ermordet worden. Die meisten anderen Bücher, die den „Fall Ketteler“ behandeln, begnügen sich mit der kurzen Feststellung, dass Ketteler nach dem deutschen Einmarsch in Österreich zunächst „spurlos“ verschwunden und seine Leiche einige Wochen später aufgetaucht sei. Über Funddatum und -ort kursieren dabei vielfältige, z. T. widersprüchliche Angaben.
Eine englischsprachige Papen-Biografie von 1941 (Tibor Koeves) spricht davon, dass Kettelers „fürchterlich entstellter Körper“ (horribly mutilated corpse) bereits Ende April (sic!) von der Donau an Land gespült worden sei. Außerdem will dieses Buch wissen, dass Ketteler „nach schrecklichen Foltern ermordet“ worden sei (murdered after horrible tortures). Ein genauer Fundort wird hier nicht genannt. Eine andere Papen-Biografie aus dem Jahr 1940 (Oswald Dutch) datiert die Auffindung von Kettelers Leichnam auf den 16. Mai und nennt die Gegend bei Hainburg als Stelle, an der dieser geborgen worden sei (recovered from the Danube near Hainburg). Dieses Werk vermerkt außerdem, dass Ketteler „chloroformiert“ worden sei (also noch gelebt habe), als man ihn in die Donau warf.
Papen selbst sagte am 18. Juni 1946 in Nürnberg aus, dass eine in seinem Auftrag durchgeführte Obduktion Kettelers keinen Beweis eines gewaltsamen Todes erbracht hätte und widerspricht (indirekt) damit der zitierten Angabe Koeves, dass Kettelers Körper „fürchterlich verstümmelt“ gewesen sei. Fabian von Schlabrendorff bestätigt in einem Erinnerungsbuch von 1951 Papens Aussage, wenn er schreibt, die Leiche habe „keine äußeren Verletzungen“ aufgewiesen. Außerdem nennt er wie Dutch Hainburg als Fundort der Leiche. Verwirrenderweise datiert er den Auffindezeitpunkt wie Koeves, und anders als Dutch, auf „Ende April“.
Dorothy Thompson nennt – als einzige Autorin – den Wienerwald als Fundort von Kettelers sterblichen Überresten.
Der genaue Zeitpunkt von Kettelers Ermordung ist ebenso strittig: Arthur Schweitzer behauptet, diese sei am 13. März erfolgt. Es scheint allerdings so, als ob er in fahrlässiger Weise den Tag von Kettelers Verschwinden nach dem deutschen Einmarsch einfach mit dem Tag seiner Ermordung gleichgesetzt hat, ohne zu bedenken, dass die Ermordung Kettelers auch deutlich später, zu praktisch jedem beliebigen Zeitpunkt zwischen seinem Verschwinden und dem Fund seiner Leiche, erfolgt sein kann. Am 5. Februar 1947 wurde während der Nürnberger Prozesse festgestellt, Ketteler sei „am 13. März 1938 nach dem Verlassen der Wohnung der Sekretärin Rose spurlos verschwunden“.
Kettelers Vetter Philipp Freiherr von Boeselager erklärte in einem Vortrag am 14. Juli 2004 im Bayerischen Landtag, Ketteler sei von der Gestapo in seiner Badewanne ertränkt und danach in die Donau geworfen worden, um einen Selbstmord vorzutäuschen. Er berief sich dabei darauf, dass diese Umstände bald allgemein „ruchbar“ geworden seien, da ein SD-Mann in „besoffenen Zustand sich einem anderen gegenüber gerühmt hatte“: „Wenn du nicht brav bist, ertrinkst auch du in der Badewanne wie dein Freund Ketteler.“ Kettelers Freund und Kollege in der Vizekanzlei von Tschirschky bestätigte 1972 in seinen Memoiren die Variante des „Ertränkens“ durch die Gestapo und gibt an, diese Information nach 1945 von den gemeinsamen ehemaligen Kollegen Josten und Kageneck im Spruchkammerverfahren gegen von Papen erfahren zu haben. Außerdem nennt Tschirschky einen Journalisten und Mitarbeiter der Vizekanzlei namens Walter Bochow – den er verdächtigt, ein Mitarbeiter der Gestapo gewesen zu sein – als Verantwortlichen für den Mord an Ketteler: Daran, dass Bochow, der ihn, Ketteler und ihre Kollegen bereits in der Kanzleizeit ausspioniert habe, Ketteler „auf dem Gewissen“ habe, bestehe für ihn, Tschirschky, „kein Zweifel“.
1970 wurde der Fall Ketteler auf Ersuchen von Wolfgang Freiherr von Fürstenberg aus Detmold, einem Mitschüler und Cousin Wilhelm von Kettelers, durch die Zentrale Stelle der Landesjustizverwaltung der Länder in Ludwigsburg zur Untersuchung angenommen und zur Durchführung der Untersuchung an die Staatsanwaltschaft in Braunschweig delegiert. Im Zuge dieser Untersuchung wurden ehemalige Kollegen und Freunde Kettelers sowie SD-Mitarbeiter vernommen und Indizien gesammelt. Das Verfahren konnte schließlich – nach vorübergehender Einstellung in den 1980er Jahren – 1994 auf Anregung des Historikers Lutz Hachmeister durch die Staatsanwaltschaft Braunschweig zu einem erfolgreichen Abschluss gebracht werden: Gestützt auf neu aufgefundene Dokumente des SD kamen die Braunschweiger Ermittler zu dem Ergebnis, dass Ketteler mit an Sicherheit grenzender Wahrscheinlichkeit am 12. März vom SD auf dem Weg von der Wohnung seiner Sekretärin zur Botschaft abgefangen und verschleppt worden sei und dass er nach kurzen Verhören, in denen er sich weigerte, ein Arrangement mit dem SD einzugehen, noch am 12. oder 13. März 1938 von dem SD-Mann Horst Böhme (und unidentifizierten Helfershelfern) in seiner Badewanne ertränkt und anschließend in die Donau geworfen wurde. Den Befehl zur Ermordung Kettelers hatte Böhme durch den SD-Chef Heydrich erhalten, nachdem Bochow, der – zu dieser Zeit Journalist für die Daily Mail in Wien – als freier Nachrichtenmann für Ketteler tätig war, Heydrich über Kettelers jüngste regimefeindliche Aktivitäten informiert hatte. Hachmeister ergänzt die kriminalistischen Befunde durch die Schlussfolgerung, dass Ketteler wahrscheinlich nach seiner Hindenburg-Aktion von 1934 ins Augenmerk des SD geraten sei. Nachdem er somit bereits grundsätzlich als persona non grata galt, habe seine Reise in die Schweiz im Februar einen frischen Anlass für seine Ermordung gegeben, wozu die Situation des Anschlusses Gelegenheit geboten habe: Der SD habe befürchten müssen, dass sich unter den in der Schweiz von Ketteler deponierten Papen-Dokumenten auch ein in Papens Besitz vermutetes Testament des verstorbenen Reichspräsidenten Hindenburg befinden könnte, in dem eine andere Persönlichkeit als Hitler als Nachfolger für das Amt des Reichspräsidenten empfohlen wurde. Als Hauptverantwortliche für den Mord werden Böhme (als Durchführender) und Heydrich (als Auftraggeber) genannt.

## Mitgliedschaften
Ketteler war Ehrenritter des Malteserordens.

## Ehrungen
Die katholische Kirche hat Wilhelm Emanuel Freiherr von Ketteler als Glaubenszeugen in das deutsche Martyrologium des 20. Jahrhunderts aufgenommen.

## Archivarische Überlieferung
Die Akten zum Ermittlungsverfahren der Staatsanwaltschaft Braunschweig in den 1970er Jahren wegen der Ermordung Kettelers werden heute im Staatsarchiv Wolfenbüttel im Bestand 62 Nds Fb. 2 (Staatsanwaltschaft bei dem Landgericht Braunschweig, NSG-Verbrechen) verwahrt.